# ATP Challenger Birmingham (Vereinigte Staaten)
Das ATP Challenger Birmingham (offiziell: Birmingham Challenger) war ein Tennisturnier, das von 1991 bis 2003 jährlich in Birmingham, Alabama stattfand. Bereits 1978 gab es eine Ausgabe. Es gehörte zur ATP Challenger Tour und wurde im Freien auf Sand gespielt. Mikael Pernfors gewann als einziger Spieler das Turnier mehrmals.

## Liste der Sieger

### Einzel
| Jahr                         | Sieger              | Finalgegner         | Ergebnis          |
| ---------------------------- | ------------------- | ------------------- | ----------------- |
| 2003                         | Óscar Hernández     | Alex Kim            | 6:2, 6:1          |
| 2002                         | Alex Kim            | Cecil Mamiit        | 7:69, 6:2         |
| 2001                         | Irakli Labadse      | James Blake         | 6:2, 6:3          |
| 2000                         | Ronald Agénor       | Paradorn Srichaphan | 7:5, 6:3          |
| 1999                         | Francisco Costa     | Martín Rodríguez    | 6:7, 7:6, 6:3     |
| 1998                         | Christian Ruud      | Johan van Herck     | 2:6, 6:1, 6:1     |
| 1997                         | Johan van Herck     | Tommy Haas          | 7:6, 6:7, 6:4     |
| 1996                         | Mariano Zabaleta    | Bill Behrens        | 6:4, 6:4          |
| 1995                         | Bohdan Ulihrach     | Jiří Novák          | 6:4, 7:6          |
| 1994                         | nicht ausgetragen   | nicht ausgetragen   | nicht ausgetragen |
| 1993                         | Mikael Pernfors (2) | Claudio Mezzadri    | 7:6, 6:3          |
| 1992                         | Mikael Pernfors (1) | Luiz Mattar         | 7:6, 6:4          |
| 1991                         | Marcelo Ingaramo    | Gabriel Markus      | 3:6, 6:3, 6:2     |
| 1979–1990: nicht ausgetragen |                     |                     |                   |
| 1978                         | Deon Joubert        | Marcelo Lara        | 6:4, 6:2          |

### Doppel
| Jahr                         | Sieger                         | Finalgegner                     | Ergebnis          |
| ---------------------------- | ------------------------------ | ------------------------------- | ----------------- |
| 2003                         | Josh Goffi Travis Parrott      | Paul Goldstein Robert Kendrick  | 6:4, 2:6, 6:2     |
| 2002                         | Mardy Fish Jeff Morrison       | Paul Rosner Glenn Weiner        | 6:4, 7:64         |
| 2001                         | James Blake Mark Merklein      | Ramón Delgado Ignacio Hirigoyen | 7:5, 6:1          |
| 2000                         | Paul Kilderry Peter Tramacchi  | Lee Pearson Grant Silcock       | 6:4, 6:4          |
| 1999                         | Bob Bryan Mike Bryan           | Geoff Grant T. J. Middleton     | 7:5, 6:3          |
| 1998                         | Doug Flach David Witt          | Eyal Erlich Eric Taino          | 6:4, 7:5          |
| 1997                         | Luke Jensen Murphy Jensen      | Fredrik Bergh Rikard Bergh      | 6:2, 7:6          |
| 1996                         | Javier Frana Karel Nováček     | Matt Lucena Dave Randall        | 6:3, 6:1          |
| 1995                         | Ken Flach Bryan Shelton        | Ellis Ferreira Brent Haygarth   | 5:7, 7:5, 6:2     |
| 1994                         | nicht ausgetragen              | nicht ausgetragen               | nicht ausgetragen |
| 1993                         | Bryan Shelton Todd Witsken     | Pablo Albano Javier Frana       | 7:6, 6:3          |
| 1992                         | Bret Garnett Tobias Svantesson | Jan Apell Peter Nyborg          | 6:4, 7:6          |
| 1991                         | Mark Keil Dave Randall         | Nelson Aerts Danilo Marcelino   | 1:6, 7:6, 6:2     |
| 1979–1990: nicht ausgetragen |                                |                                 |                   |
| 1978                         | Marcelo Lara Mike Cahill       | Woody Blocher Dick Bohrnstedt   | 6:7, 6:4, 6:4     |